# Megachile speluncarum
Megachile speluncarum är en biart som beskrevs av Meade-waldo 1915. Megachile speluncarum ingår i släktet tapetserarbin, och familjen buksamlarbin. Inga underarter finns listade i Catalogue of Life.